# Gottlieb Siegfried Bayer

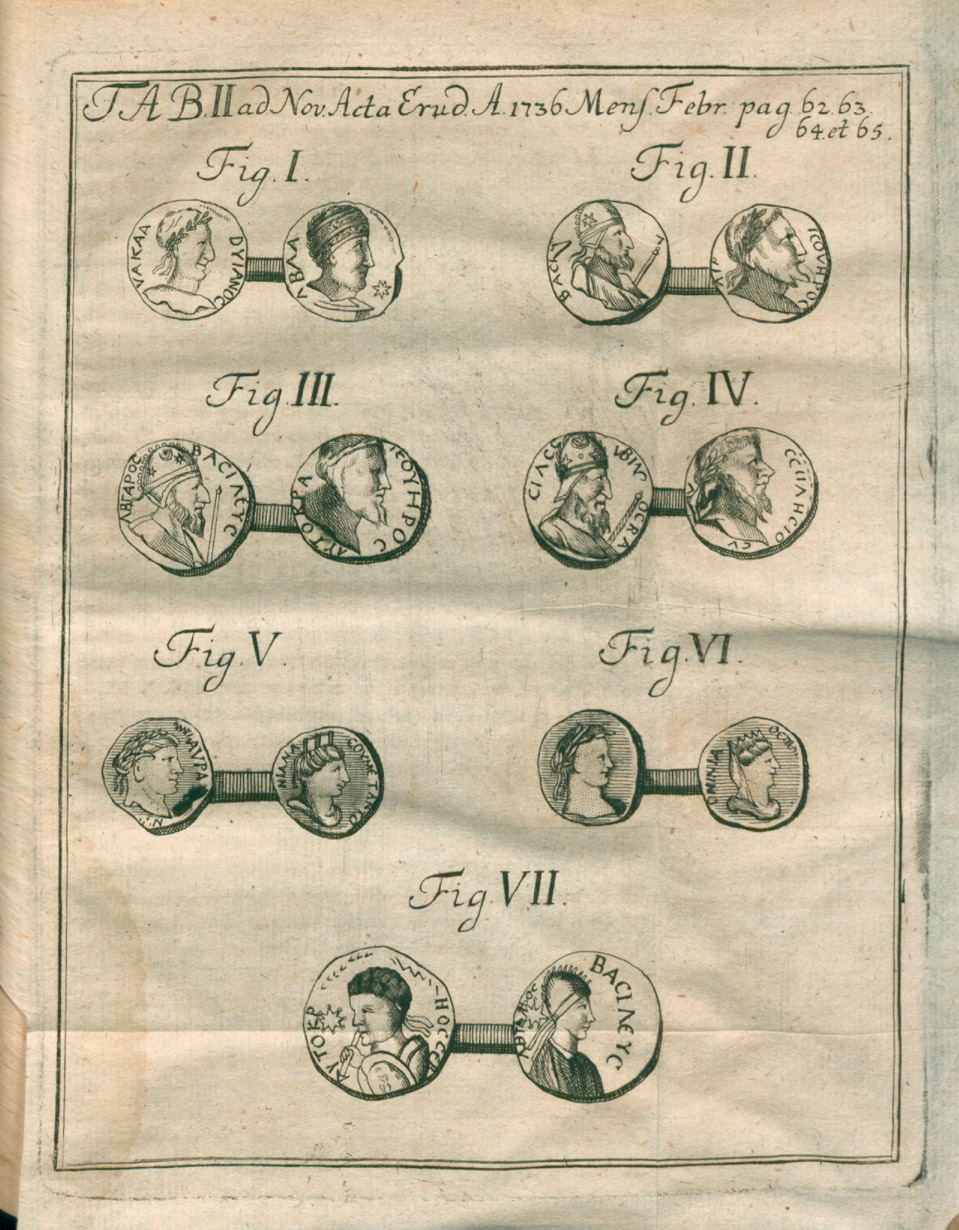
Illustration für den Artikel Historia Osrhoena et Edessena ex numis illustrata von Theophilus Siegfried Bayer veröffentlichte im 1736er Volumen von Acta Eruditorum

Gottlieb Siegfried Bayer (* 6. Januar 1694 in Königsberg; † 10. Februar 1738 in Sankt Petersburg), auch Theophil Siegfried Bayer, war ein deutscher Philologe, Historiker und Orientalist.

## Leben
Bayer studierte orientalische Philologie und wurde 1716 in Königsberg promoviert. Er fertigte 1717 einen Katalog der orientalischen Handschriften der Stadtbibliothek Leipzig an. 1718 ging er als Lehrer der Domschule und Stadtbibliothekar nach Königsberg. 1726 wurde er Professor an der Petersburger Akademie der Wissenschaften.
In der russischen Geschichtsschreibung gilt Bayer als der Gründer der Skandinavischen Schule. Während seiner Zeit in Petersburg nahm er aktiven Anteil an der Arbeit der Akademie und setzte sich für ihre freie Entwicklung ein.
Ab 1730 war er auswärtiges Mitglied der Königlich Preußischen Akademie der Wissenschaften. Er vermachte der Stadtbibliothek Leipzig sein eigenhändig geschriebenes 15-bändiges Lexicon Sinicum.

## Schriften
- Vindicias verborum Christi ēli ēli lama sabachthani quorundam Parermēneiais oppositas. Reusner, Königsberg 1716 (zugl. Königsberg, Univ. Theol. Diss., 1716) (Digitalisat).
- De eclipsi Sinica liber singularis Sinorum de eclipsi solis quae Christo in crucem acto facta esse creditur : Indicium examinans et momento suo ponderans. Hallervordii Heredes, Königsberg 1718 (Digitalisat).
- De numis Romanis in agro Prussico repertis: Commentarivs in quo tum numi ipsi illustrantur, tum alia ex Romana et Prussica antiquitate traduntur. Gleditschius, Leipzig 1722 (Digitalisat).
- Dissertatio de numo Rhodio in agro Sambiensi reperto, in qua simul quaedam nuper de numis Romanis in agro Prussico repertis cogitata retractantur. Hallervordius, Königsberg 1723.
- De origine et priscis sedibus Scytharum. In: Commentarii Academiae Scientiarum Imperialis Petropolitanae (1728), Heft 20.
- De Scythiae situ, qualis fuit sub aetatem Herodoti. In: Commentarii Academiae Scientiarum Imperialis Petropolitanae (1728), Heft 30.
- De Cimmeriis. In: Commentarii Academiae Scientiarum Imperialis Petropolitanae, 1729, Heft 10.
- Chronologia Scythica vetus. In: Commentarii Academiae Scientiarum Imperialis Petropolitanae, Bd. 3 (1728).
- Memoriae Scythicae ad Alexandrum Magnum. In: Commentarii Academiae Scientiarum Imperialis Petropolitanae, Bd. 3 (1728).
- Conversiones rerum Scythicarum temporibus Mithridalis Magni et paullo post Mithridatem. In: Commentarii Academiae Scientiarum Imperialis Petropolitanae, Bd. 5 (1728).
- Auszug der älteren Staats-Geschichte: Zum Gebrauch Ihro Kayserl. Majestät Petri des II., Kaysers und Souverains von gantz Rußland, etc. etc. etc. Akademie der Wissenschaften, St. Petersburg 1728 (Digitalisat).
- Museum Sinicum: in quo Sinicae linguae et litteraturae ratio explicatur.
  - Bd. 1: Praefatio historica de progressu litteraturae Sinicae in Europa, Grammatica Sinica, Grammatica linguae Chincheo, Missionariorum e Tranquebare epistolam. Andreae Mulleri propositionem Clavis Sinicae et epistolam ad Io. Hevelium comprehendit. Kaiserliche Druckerei, St. Petersburg 1730.
  - Bd. 2: Lexicon Sinicum et diatribae Sinicae

- Elementa litteraturae Brahmanicae Tangutanae Mungalicae. In: Commentaria Academiae scientarum Petropolitanae; T. 3, S. 389–422, Bl. XV–XXIV.
- Sermo Panegyricus in solenni Academiae Scientiarum Imperialis conventu die V. Maii anni MDCCXXXI. publice recitatus. Typis Academiae Scientiarum, St. Petersburg 1731 (Digitalisat).
- Memoria Scythicae ad Alexandum Magnum. In: Commentaria Academiae scientarum Petropolitanae, 1732.
- Chronologia Scythia vetus.  In: Commentaria Academiae scientarum Petropolitanae, 1732.
- Historia Osrhoena et Edessena ex numis illustrata. In qua, Edessae urbis, ... a prima origine urbis ad extrema fere tempora explicantur. Typographia Academiae, St. Petersburg 1734.
- De horis Sinicis et cyclo horario commentationes accedit eiusdem auctoris Parergon Sinicum de calendariis Sinicis ubi etiam quaedam in doctrina temporum Sinica emendantur. St. Petersburg 1735.
- De re numaria Sinorum. In: Miscellanea Berolinensia ad incrementum scientiarum, Bd. 5 (1737), S. 1175–1184 (Digitalisat).
- Begebenheiten von Azow: wie selbiges ... von den Grichen erbauet und bewohnet worden, ..., von Rußland wieder erobert worden, in einem kurtzen Zusammenhange verfasset. Akademie der Wissenschaften, St. Petersburg 1737.
- Geographia Russiae vicinarumque regionum circiter A. C. DCCCCXLVIII. In: Commentarii Academiae Scientiarum Imperialis Petropolitanae (1737), S. 367–422.
- Conversiones rerum Scythicarum temporibus Mitrhridatis Magni et paullo post Mithridatem. In: Commentarii Academiae Scientiarum Imperialis Petropolitanae (1738), S. 367–422.
- Historia regni Graecorum Bactriani in qua simul Graecarum in India coloniarum vetus memoria explicatur. Akademie der Wissenschaften, St. Petersburg 1738.
- De Ferdinandi Verbiestii S. J. scriptis, praecipue vero de ejus globo terrestri Sinico. In: Miscellanea Berolinensia ad incrementum scientiarum ; Band VI (1740), S. 1180–1192 (Digitalisat).
- VI. Abhandlungen von dem Ursprunge und den alten Wohnungen der Scythen. In: Hamburgisches Magazin, oder gesammlete Schriften, aus der Naturforschung und den angenehmen Wissenschaften überhaupt. Bd. 1 (1747) S. 166–181.